# The Crickets
The Crickets foi uma banda de rock & roll formada em Lubbock, Texas, pelo cantor e compositor Buddy Holly no final da década de 1950, originalmente com o nome de The Buddy Holly & The Crickets. Seu primeiro hit foi "That'll Be the Day", lançado em 1957.
O grupo era formado originalmente pelo vocalista e guitarrista rítmico Buddy Holly, o baterista Jerry Allison, o baixista Joe B. Mauldin e o guitarrista solo Niki Sullivan. Sullivan deixou a banda pouco mais de um ano após sua entrada, para terminar os estudos. Os Crickets, agora um trio, continuaram a se apresentar e a gravar.
Após a morte de Holly em um acidente aéreo em 1959, Allison e Mauldin seguiram sob o nome The Crickets, a princípio com vários vocalistas convidados, antes de finalmente estabelecerem sua formação com o cantor, compositor e guitarrista solo Sonny Curtis, amigo de infância de Holly. A banda chegou ao fim oficialmente em 2016, após um show no mesmo local em que Holly se apresentou pela última vez antes de sua morte.

## Discografia
- The "Chirping" Crickets (1957, com Buddy Holly)
- In Style with the Crickets (1960)
- Bobby Vee Meets the Crickets (1962)
- Something Old, Something New (1963)
- California Sun (1964)
- Rock Reflections (1971)
- Remnants (1973)
- Bubblegum, Pop, Ballads & Boogie (1973)
- Long Way from Lubbock (1975) (com Albert Lee)
- Back in Style (1975)
- T Shirt (1989)
- Cover to Cover (1995)
- The Original (1996)
- Rockin (2000)
- Too Much Monday Morning
- Crickets and Their Buddies (2004)
- About Time Too (com Mike Berry)